# Kapela sv. Ivana apolostola u Ivaniću Miljanskom
Kasnogotička kapela sv. Ivana u Ivaniću Miljanskom,koju je u spomen na svoju ženu Veroniku Desinićku i pozakonjenje sina Ivana (Johannes de Cilia) dao sredinom 15. stoljeća sagraditi Fridrik Celjski.
Unutar kapele su dobro očuvane kasnogotičke zidne slike, koje osim crkvene ikonografije kriju i scene iz života donatora.